# Fatburger

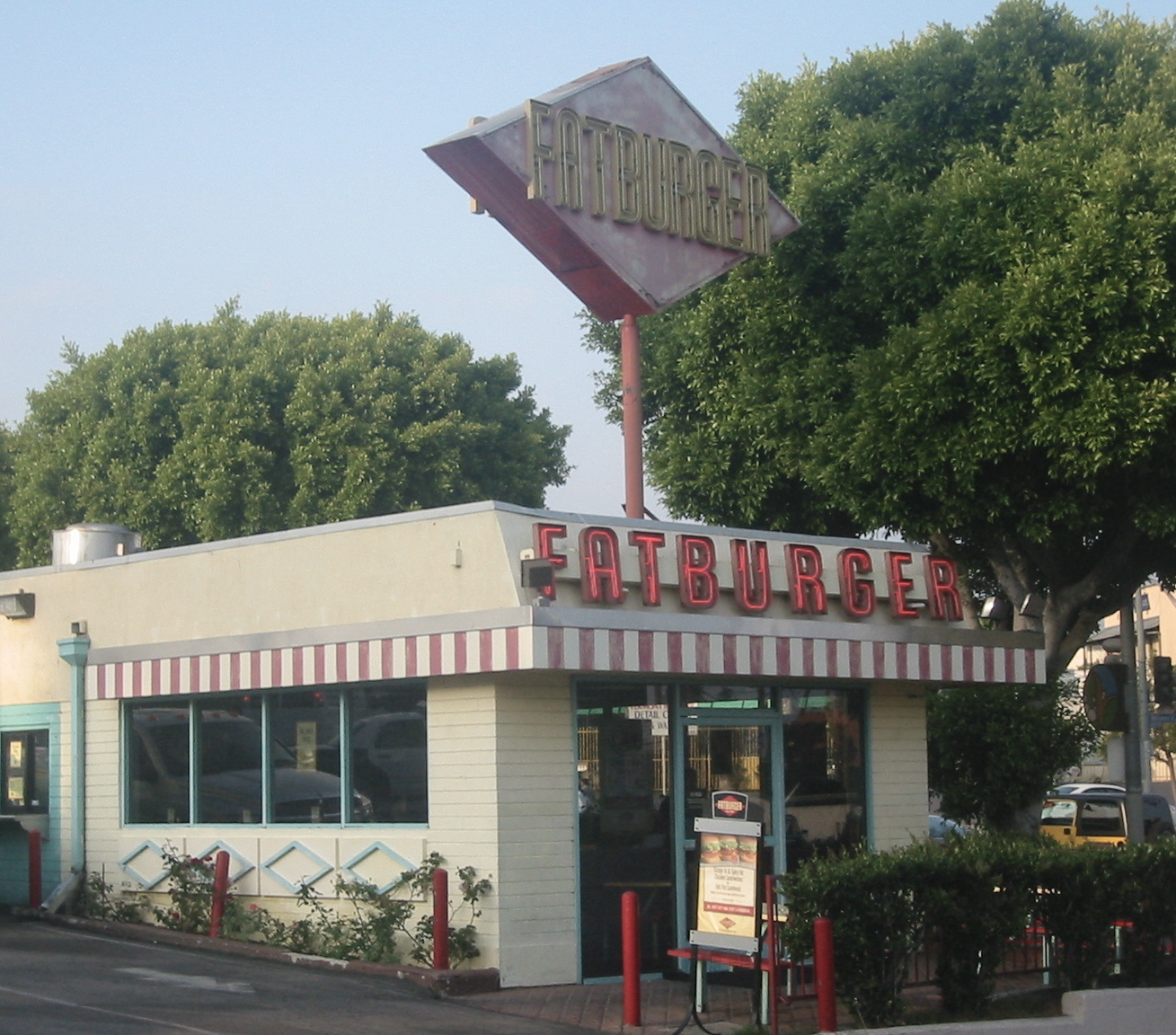
Fatburger-restaurang i Los Angeles i Kalifornien i USA.

Fatburger är en amerikansk snabbmatskedja med 93 restauranger i USA, Kanada och Macao. Företaget, som grundades 1952, är specialiserat på hamburgare, pommes frites och milkshake.
Restaurangen Fatburger har även medverkat i den amerikanska serien undercoverboss.